# Echinocereus acifer
Echinocereus acifer ist eine Pflanzenart in der Gattung Echinocereus aus der Familie der Kakteengewächse (Cactaceae). Das Artepitheton acifer leitet sich von den lateinischen Worten acus für ‚Nadel‘ sowie -fer für ‚-tragend‘ ab und verweist auf Bedornung der Art.

## Beschreibung
Die von der Basis her sprossende Pflanze bildet kleine Polster, die aus 5 bis 8 Stämmen bestehen. Der dunkelgrüne Pflanzenkörper ist zylindrisch und erreicht Wuchshöhen von 10 bis 40 cm bei einem Durchmesser von 5 bis 10 cm. Die 9 bis 12 Rippen sind stark warzig und höckerig. Die Areolen sind im Neutrieb filzig, liegen 1 bis 1,5 cm auseinander und haben einen Durchmesser von etwa 3 mm. Die Dornen sind gelb bis rotbraun, später grau. Die bis zu 5 abstehenden Mitteldornen sind von 10 bis 15 strahligen Randdornen umgeben.
Die Knospen erscheinen aus einem wolligen weißen Polster mit rotbraunen Borsten. Die trichterförmigen, außen roten und innen gelblichen Blüten sind selten schiefsäumig. Sie werden 8 bis 12 cm lang und haben Durchmesser von bis zu 10 cm. Im Gegensatz zu den einhäusigen (monözischen) Blüten von Echinocereus polyacanthus sind die Blüten von Echinocereus polyacanthus subsp. acifer zwittrig und selbstbestäubend (selbstfertil). Die Staubgefäße sind gelb, die Narbe ist grün bis hellgrün. Die ovalen Früchte bleiben grünlich und messen 2 cm im Durchmesser und 3 cm in der Länge.

## Verbreitung und Systematik
Echinocereus acifer ist in den mexikanischen Bundesstaaten Guanajuato,  Zacatecas, San Luis Potosí und  Durango verbreitet. Die Art wächst meist auf felsigen Waldstücken, in Moos oder Felsspalten.
Die Erstbeschreibung als Cereus acifer erfolgte 1850 durch Joseph zu Salm-Reifferscheidt-Dyck. Georg Albano von Jacobi stellte die Art 1856 in die Gattung Echinocereus.

## Nachweise